# Donaldson-Theorem
Das Donaldson-Theorem ist ein wichtiges Theorem aus den mathematischen Teilgebieten der Differentialtopologie nach der die Schnittform einer kompakten orientierten glatten 4-Mannigfaltigkeit diagonalisierbar sein muss, wenn sie definit ist. In der ursprünglichen Version des Theorems aus dem Jahr 1983 musste die Mannigfaltigkeit noch einfach zusammenhängend sein, bei einer späteren Verbesserung aus dem Jahr 1987 war diese Bedingung nicht mehr notwendig. Zentrale Folgen des Donaldson-Theorems sind die Existenz von exotischen glatten Strukturen auf dem {\displaystyle \mathbb {R} ^{4}} sowie der Fehlschlag des h-Kobordismus-Satzes in vier Dimensionen. Das Donaldson-Theorem begründete die Donaldson-Theorie zum Studium von 4-Mannigfaltigkeiten durch die Modulräume der antiselbstdualen Yang–Mills-Gleichungen (ASDYM-Gleichungen) und wird als einer der Gründe für den Verleih der Fields-Medaille an Simon Donaldson im Jahr 1986 angeführt.

## Beweisskizze
Es seien jeweils:

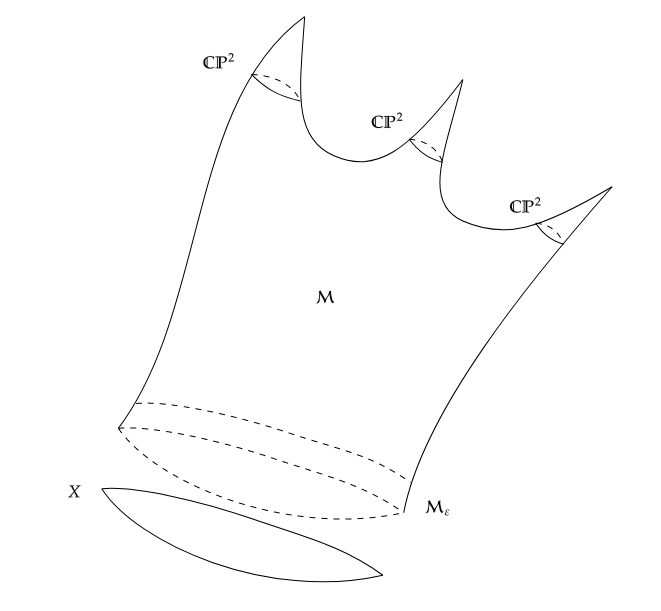
Visualisierung des kompaktifizierten Modulraumes als Kobordismus zwischen der Basismannigfaltigkeit (durch dessen Struktur in der Unendlichkeit) sowie disjunkten Vereinigungen der komplexen projektiven Ebene (durch dessen Struktur um Singularitäten).

- {\displaystyle X} eine kompakte orientierbare glatte 4-Mannigfaltigkeit
- {\displaystyle P\twoheadrightarrow X} ein SU(2)-Hauptfaserbündel
- {\displaystyle A\in \Omega _{\operatorname {Ad} }^{1}(P,{\mathfrak {su}}(2))\cong \Omega ^{1}(X,\operatorname {Ad} (P))} ein Zusammenhang
- {\displaystyle F_{A}:=\mathrm {d} A+{\frac {1}{2}}[A\wedge A]\in \Omega _{\operatorname {Ad} }^{2}(P,{\mathfrak {su}}(2))\cong \Omega ^{2}(X,\operatorname {Ad} (P))} dessen Krümmungsform

Mit dem Hodge-Stern-Operator sind die antiselbstdualen Yang–Mills-Gleichungen (ASDYM-Gleichungen) gegeben durch {\displaystyle F_{A}=-\star F_{A}}. (Das funktioniert nur, weil {\displaystyle B} eine 4-Mannigfaltigkeit ist, da {\displaystyle F_{A}} und {\displaystyle \star F_{A}} andernfalls von verschiedenen Graden sind.) Ihre Lösungen werden antiselbstduale Yang-Mills-Zusammenhänge genannt und bilden gemeinsam den Raum {\displaystyle {\mathcal {A}}^{-}\subset \Omega _{\operatorname {Ad} }^{1}(P,{\mathfrak {su}}(2))\cong \Omega ^{1}(X,\operatorname {Ad} (P))}. Gemäß der Definition eines Zusammenhangs wirkt die Eichgruppe {\displaystyle {\mathcal {G}}=\operatorname {Aut} _{\operatorname {SU} (2)}(P)\cong \Gamma ^{\infty }(X,\operatorname {Ad} (P))} auf diesen und aufgrund der Kompatibilität mit der Definition der Krümmungsform ebenfalls wohldefiniert auf {\displaystyle {\mathcal {A}}^{-}}, wobei der Orbitraum als {\displaystyle {\mathcal {B}}^{-}={\mathcal {A}}^{-}/{\mathcal {G}}} notiert wird. Ein wichtiger Unterraum ist der Modulraum, welcher als {\displaystyle {\mathcal {M}}^{-}\subset {\mathcal {B}}^{-}} notiert wird. a Mithilfe des Atiyah–Singer-Indexsatzes ergibt sich dessen Dimension als:
{\displaystyle \dim {\mathcal {M}}^{-}=8\langle c_{2}(P),[X]\rangle -3(1-b_{1}(X)+b_{+}(X)).}
Dabei sind jeweils:
- {\displaystyle c_{2}(P)\in H^{4}(X;\mathbb {Z} )} die zweite Chern-Klasse des Hauptfaserbündels. b c
- {\displaystyle [X]\in H_{4}(X;\mathbb {Z} )} die durch die Orientierung der Basismannigfaltigkeit {\displaystyle X} gegebene Fundamentalklasse.
- {\displaystyle \langle -,-\rangle \colon H^{4}(X;\mathbb {Z} )\times H_{4}(X;\mathbb {Z} )\rightarrow \mathbb {Z} } die Kronecker-Paarung
- {\displaystyle b_{1}(X)=\dim H_{1}(X;\mathbb {R} )} die erste Betti-Zahl der Basismannigfaltigkeit {\displaystyle X}.
- {\displaystyle b_{+}(X)} die Dimension des positiv definiten Untervektorraumes von {\displaystyle H^{2}(X;\mathbb {R} )} bezüglich der Schnittform.

Ist {\displaystyle X} einfach zusammenhängend wie in der ursprünglichen Version, dann folgt durch den Zusammenhang {\displaystyle H_{1}(X;\mathbb {Z} )=\pi _{1}(X)^{\mathrm {ab} }=1} direkt {\displaystyle b_{1}(X)=0}, wodurch sich die Formel vereinfacht. Betrachtet wird ein Hauptfaserbündel {\displaystyle P\twoheadrightarrow X} mit {\displaystyle \langle c_{2}(P),[X]\rangle =1}, sodass {\displaystyle \dim {\mathcal {M}}^{-}=5}. Sei {\displaystyle P\times _{\operatorname {SU} (2)}\mathbb {C} ^{2}} das durch das balancierte Produkt zugeordnete komplexe Ebenenbündel. Reduzible Zusammenhänge {\displaystyle A\in \Omega _{\operatorname {Ad} }^{1}(P,{\mathfrak {su}}(2))\cong \Omega ^{1}(X,\operatorname {Ad} (P))} bis auf Wirkung der Eichgruppe bilden zum einen die Singularitäten von {\displaystyle {\mathcal {M}}^{-}} und korrespondieren zum anderen eineindeutig mit Aufteilungen {\displaystyle P\times _{\operatorname {SU} (2)}\mathbb {C} ^{2}=L\oplus L^{-1}} in eine Whitney-Summe mit einem komplexen Linienbündel {\displaystyle L\twoheadrightarrow X}. In diesem Fall ist die zweite Chern-Klasse mit dem Cup-Produkt gegeben durch:
{\displaystyle c_{2}(P)=c_{2}(P\times _{\operatorname {SU} (2)}\mathbb {C} ^{2})=c_{2}(L\oplus L^{-1})=-c_{1}(L)^{2}.}
Durch die Kronecker-Paarung mit der Fundamentalklasse {\displaystyle [X]\in H_{4}(X;\mathbb {Z} )} ergibt sich die Verbindung zur Schnittform durch:
{\displaystyle Q(c_{1}(L),c_{1}(L))=\langle c_{1}(L)^{2},[X]\rangle =-\langle c_{2}(P),[X]\rangle =-1.}
Die Anzahl {\displaystyle n(Q)} der Paare {\displaystyle \pm \alpha \in H^{2}(X;\mathbb {Z} )} mit {\displaystyle Q(\alpha ,\alpha )=-1} ist also ebenso die Anzahl {\displaystyle n(Q)} der Singularitäten von {\displaystyle {\mathcal {M}}^{-}}. Es gilt {\displaystyle n(Q)\leq \operatorname {rk} (Q)} (da in letzteres noch positiv die Anzahl der Paare {\displaystyle \pm \beta \in H^{2}(X;\mathbb {Z} )} mit {\displaystyle Q(\beta ,\beta )=1} eingeht) und Gleichheit gilt genau dann, wenn {\displaystyle Q} diagonalisierbar ist. Der nicht kompakte Modulraum {\displaystyle {\mathcal {M}}^{-}}gleicht in der Unendlichkeit der Basismannigfaltigkeit {\displaystyle X} (in dem Sinne, dass es eine Untermannigfaltigkeit {\displaystyle {\mathcal {M}}_{\varepsilon }\subset {\mathcal {M}}^{-}} mit einem orientierungserhaltenden Diffeomorphismus {\displaystyle {\mathcal {M}}_{\varepsilon }\rightarrow X\times (0,\varepsilon )} gibt) sowie in Umgebungen der {\displaystyle n(Q)} Singularitäten der komplexen projektiven Ebene {\displaystyle \mathbb {C} P^{2}}. Mithilfe von Chirurgietheorie und Einklebung dieser Räume ergibt sich also eine Kompaktifizierung, die einen Kobordismus zwischen {\displaystyle X} und {\displaystyle n(Q)} disjunkten {\displaystyle \mathbb {C} P^{2}} enthält. Da die Signatur kobordismusinvariant ist und mit disjunkten Vereinigungen kommutiert folgt:
{\displaystyle \operatorname {rk} (Q)=\sigma (X)=\sigma \left(\coprod _{n(Q)}\mathbb {C} P^{2}\right)=n(Q)\sigma (\mathbb {C} P^{2})=n(Q).}

## Anwendung auf die 4-Sphäre
Die 4-Sphäre {\displaystyle S^{4}} ist eine kompakte orientierbare glatte 4-Mannigfaltigkeit. Da ihre Schnittform wegen {\displaystyle H_{2}(S^{4};\mathbb {Z} )=1} trivial ist, gibt dieses Beispiel zwar keine Einsicht in das Donaldson-Theorem selbst, wohl aber die im Beweis benutzten Konzepte und ihre Zusammenhänge. Das {\displaystyle \operatorname {SU} (2)}-Hauptfaserbündel über {\displaystyle S^{4}} mit Chernklasse {\displaystyle 1} ist die quaternionische Hopf-Faserung {\displaystyle S^{7}\twoheadrightarrow S^{4}}. Diese lässt sich abstrakt definieren als die Hopf-Konstruktion der topologischen Gruppenstruktur auf {\displaystyle S^{3}\cong \operatorname {SU} (2)} oder direkt durch Wirkung der Einheitsquaternionen {\displaystyle \operatorname {Sp} (1)\cong \operatorname {SU} (2)} auf beiden Komponenten von {\displaystyle S^{7}\subset \mathbb {H} ^{2}} sowie die Projektion auf den Orbitraum, nämlich den quaternionischen projektiven Raum {\displaystyle \mathbb {H} P^{1}\cong S^{4}}. Das adjungierte Vektorbündel {\displaystyle \operatorname {Ad} (S^{7})=S^{7}\times _{\operatorname {SU} (2)}{\mathfrak {su}}(2)} ist genau das quaternionische tautologische Linienbündel (aber aufgefasst als komplexes Ebenenbündel) {\displaystyle \gamma _{\mathbb {H} }^{1,1}} ebenfalls  definiert über die Identifikation {\displaystyle S^{4}\cong \mathbb {H} P^{1}}, in welcher Punkte von {\displaystyle S^{4}} jeweils eindimensionalen quaternionischen Untervektorräumen von {\displaystyle \mathbb {H} ^{2}} entsprechen. Es gelten {\displaystyle H_{1}(S^{4};\mathbb {Z} )=1} und {\displaystyle H_{1}(S^{4};\mathbb {Z} )=1}, also {\displaystyle b_{1}(S^{4})=0} und {\displaystyle b_{+}(S^{4})=0}. Gemäß obiger Formel gilt {\displaystyle \dim {\mathcal {M}}^{-}=5}, was bei den beschriebenen Instantonen genau den vier Freiheitsgraden für den Ort und dem einen Freiheitsgrad für die Größe entspricht.